# Gabriel Andrén
Gabriel Stig Leo Andrén, född 11 maj 1999, är en svensk fotbollsspelare som spelar för IK Tord. 

## Karriär
Andrén spelade som junior för Jönköpings Södra. Säsongerna 2018 och 2019 var han utlånad till Tenhults IF, där det blev totalt 22 matcher och åtta mål i Division 3.
Inför säsongen 2020 flyttades han upp i Jönköpings Södras A-lag. Andrén gjorde sin Superettan-debut den 7 juli 2020 i en 2–3-förlust mot AFC Eskilstuna, där han blev inbytt i den 87:e minuten mot Marcus Degerlund. Efter säsongen 2021 lämnade han klubben. Under hösten 2021 var Andrén utlånad till Assyriska IK i Division 1, där han fick spela fyra matcher.
I januari 2022 gick Andrén till Elverum i norska fjärdedivisionen. Inför säsongen 2023 blev Andrén klar för Husqvarna FF. I juli 2023 lämnade han klubben. Den 8 september 2023 återvände han till Elverum.
Inför säsongen 2024 blev Andrén klar för IK Tord i division 2.